# Schlumberger (Familie)
Die Familie Schlumberger ist eine Familie mit Wurzeln im Elsass, die über mehrere Generationen Mitglieder hervorgebracht hat, die Außergewöhnliches auf dem Gebiet der Wirtschaft, Wissenschaft und Kunst geleistet haben. Außerdem haben sie durch ihren protestantischen Glauben viel für das Gemeinwohl getan.

## Geschichte

### Industrie und Wirtschaft

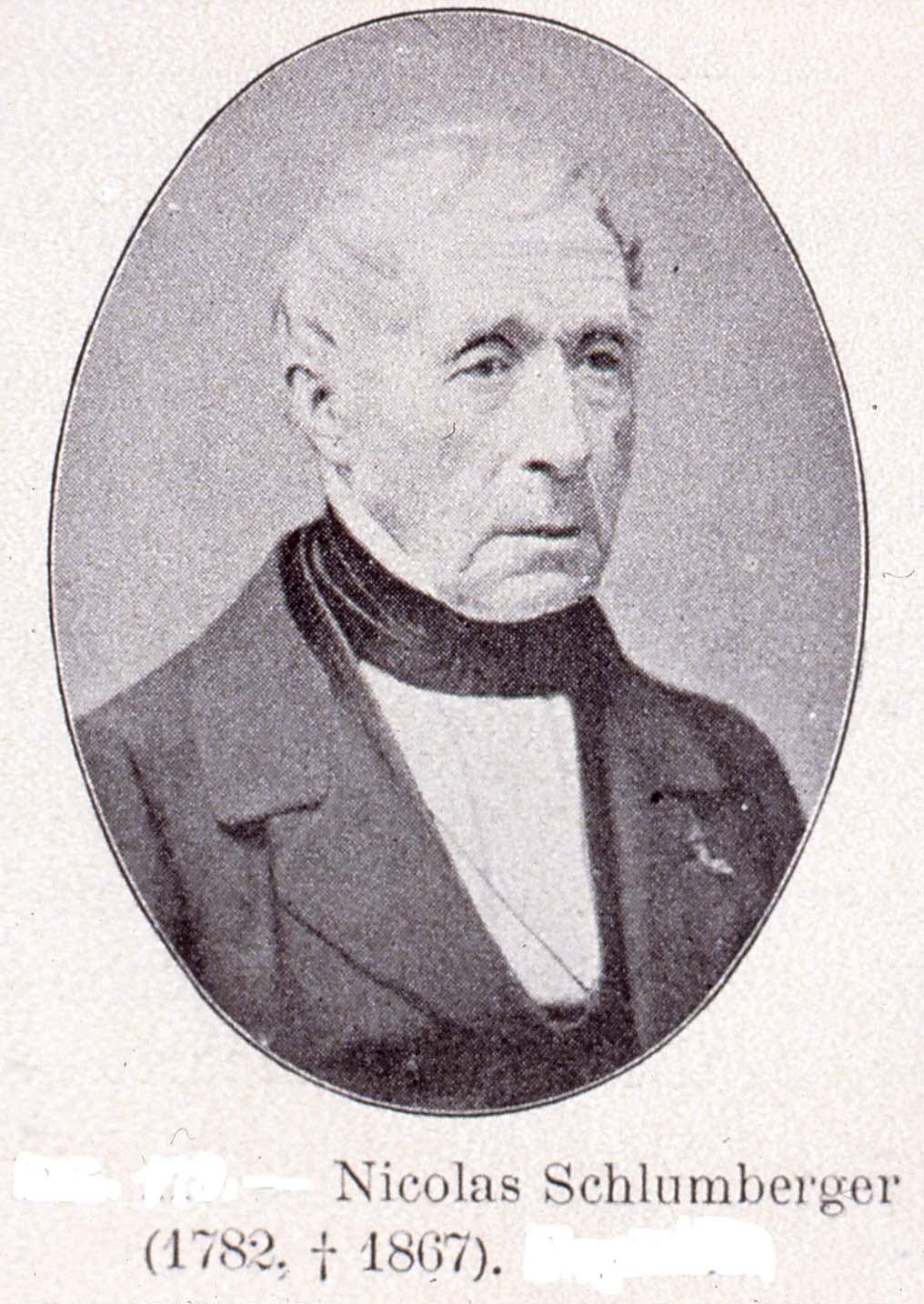
Nicolas Schlumberger (1782–1867)

1542 verließ Nicolas Schlumberger, der Vorfahre des elsässischen Zweiges der Familie, seine württembergische Heimat. Er war der jüngste Sohn einer begüterten Familie aus der Gegend von Ulm. Er ließ sich zuerst in Guebwiller nieder, nach Streit mit dem Fürstabt von Murbach wanderte er 1545 weiter nach Mülhausen und wurde Gerber. 1808, also 250 Jahre nach seinem Vorfahren, beschloss sein Nachkomme Nicolas Schlumberger (1782–1867), sich in Guebwiller niederzulassen, um dort seine eigene Spinnerei zu gründen, die er ab 1812 mit seinem Schwiegervater betrieb. Er spezialisierte sich auf feine gesponnene Baumwollfäden, dadurch wurde er von den Krisen der Textilindustrie weniger getroffen. 1807 hatte Nicolas eine Lehre in einer englischen Spinnerei gemacht. 1817 reiste er wieder nach England, um die neuen Textilmaschinen zu studieren. Er besorgte sich Pläne der Maschinen, schmuggelte sie nach Frankreich  und startete damit eine Werkzeugmaschinenfabrik in Guebwiller.

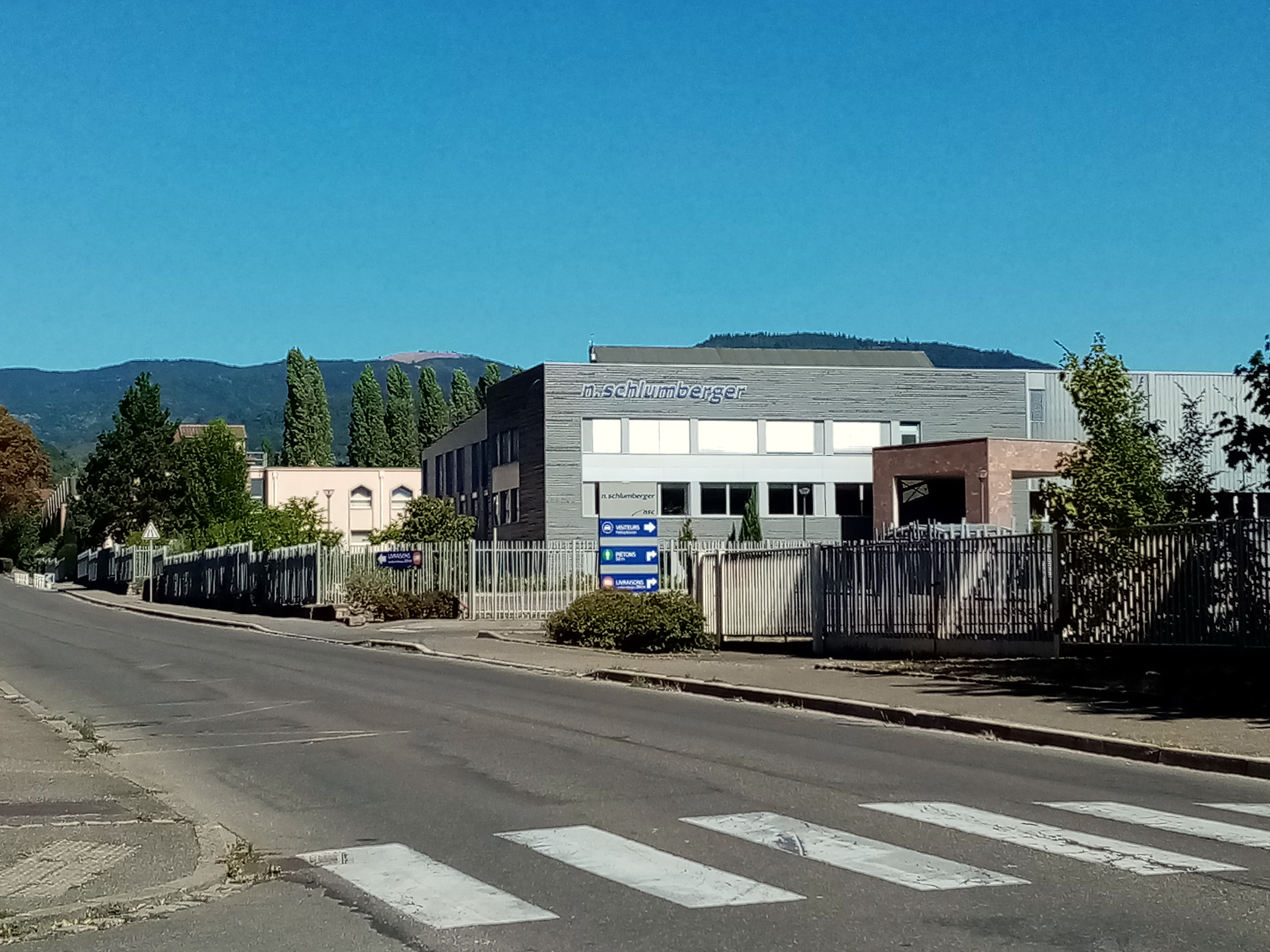
Schlumberger in Guebwiller

Auch die Maschinenfabrik war erfolgreich, an der Spitze einer bedeutenden Firma konnte Nicolas seiner protestantischen Ethik nachgehen. Er führte eine Krankenversicherung ein, legte aber auch Wert darauf, dass sich die Arbeiter an den Kosten beteiligten. Zusätzlich gab es Arbeitersiedlungen, eine Schule und eine Verkaufsgenossenschaft für die Dinge des täglichen Bedarfs. Nach dem Tod Nicolas 1867 übernahmen die beiden Söhne Jean und Adolphe die Firma. Nach 1871 wurde das Elsass deutsch. Die Bewohner wurden in der Optionsfrage vor die Wahl gestellt, im Elsass wohnen zu bleiben mit der Annahme der deutschen Staatsangehörigkeit oder ihre französische Staatsangehörigkeit zu behalten und das Elsass zu verlassen. Die beiden Söhne entschieden sich, Deutsche zu werden, vor allem wegen ihrer Arbeiter, die durch ihre Häuser an den Ort Guebwiller gebunden waren. Jeans Sohn Paul, der mit Marguerite de Witt, der Enkelin von François Guizot, eines Ministers der Julimonarchie, verheiratet war, optierte für Frankreich und verließ 1892 das Elsass, seine Söhne Conrad, Daniel, Marcel und Maurice, folgten ihm in den Jahren 1893 bis 1901. In Paris nahm Paul aktiv an der Leitung der neuen Gesellschaften, die seine Familie gegründet hatte, teil. Die beiden Brüder Jean Schlumbergers, Sohn von Paul, wurden durch ihren Vater in ihren wissenschaftlichen Studien und Forschungen finanziell unterstützt. Maurice, ein weiterer Sohn Pauls, gründete mit André Istel und Louis Noyer 1919 die Gesellschaft Schlumberger, Istel, Noyer, die später die Geschäftsbank Schlumberger und Co  wurde und einen Vorläufer der heutigen Investmentgesellschaften (SICAV) finanzierte. Er führte frühzeitig eine Mitarbeiterbeteiligung an den Erträgen ein.
Am 5. September 1927 begann eine der großen Erfolgsgeschichten der Industrie mit der Ankunft eines Teams der Firma Schlumberger in Pechelbronn, heute Merkwiller-Pechelbronn. Unter der Leitung des Physikers Henri Doll, Schwiegersohn von Conrad Schlumberger, wurden elektrische Messungen in einem Bohrloch der Erdölwerke durchgeführt und in einem Bohrlochprotokoll des elektrischen Widerstands festgehalten.

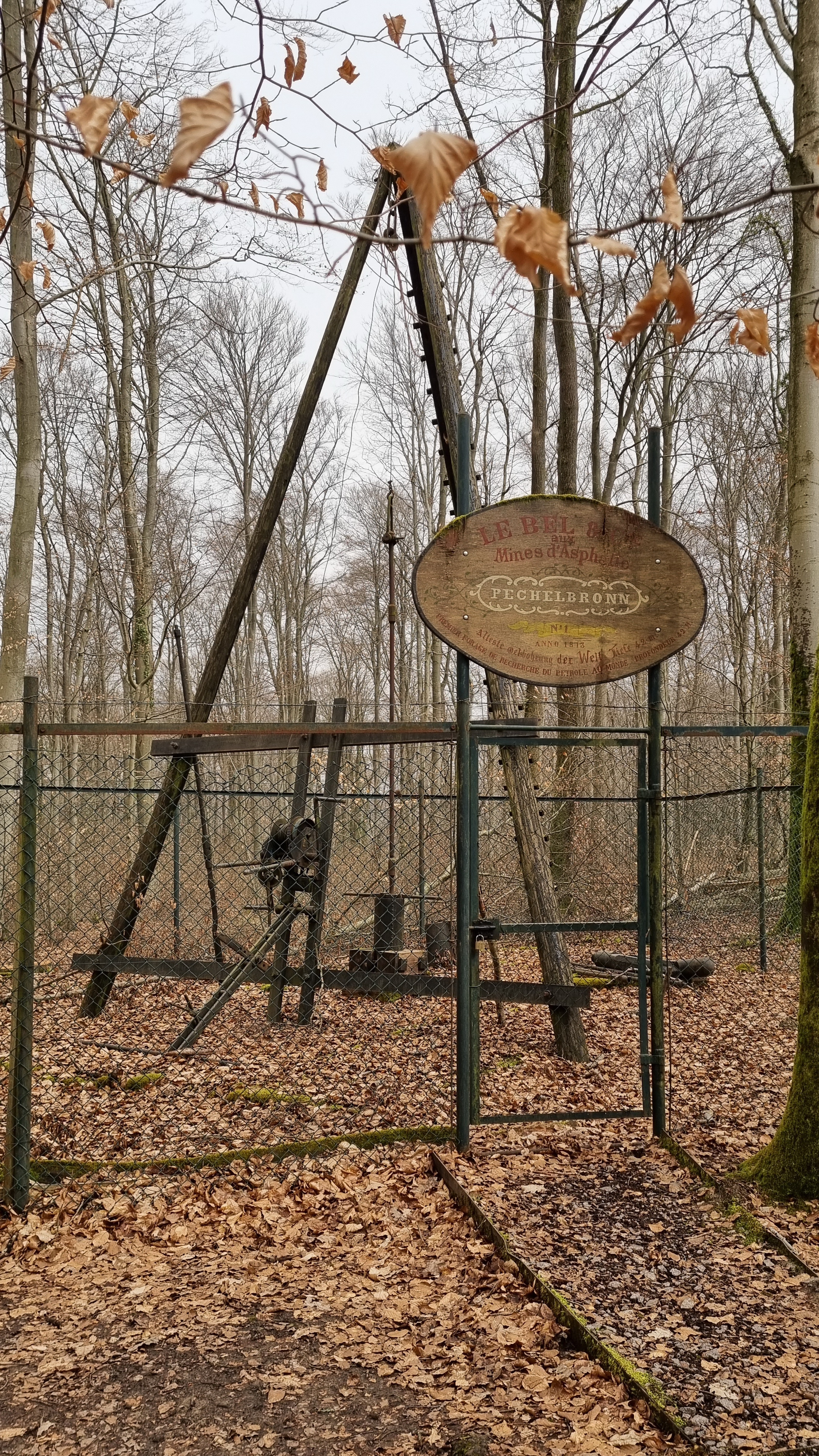
Pechelbronn Der erste Bohrturm (Replik)

Die Brüder Conrad und Marcel hatten ihre Forschungs- und Entwicklungsgesellschaft 1920 in Paris gegründet. Schon in den 1920er Jahren wurden Gesellschaften weltweit gegründet, um die Erdölindustrie zu unterstützen. Daraus entwickelte sich die Firma Schlumberger, heute SLB, das weltgrößte Ölfeld-Dienstleistungsunternehmen. Die Familie Schlumberger nimmt noch heute (2024) Einfluss auf die Firma. Didier Primat, der Enkel des Schlumberger Gründers, war Direktor von SLB von 2003 bis 2009. Seine Witwe Martine Primat hielt 2017 immer noch eine Beteiligung an SLB. Mehrere Führungskräfte sind Franzosen, die ethischen Führungsprinzipien: Respekt vor den Menschen, der Gemeinschaft und der Natur, entsprechen immer noch der protestantischen Ethik ihrer Vorfahren.

### Kunst und Wissenschaft
Die Brüder Conrad und Marcel hatten keine direkten Nachkommen, daher beteiligten sie früh ihre Schwiegersöhne. Marcel nahm die Brüder Seydoux in die Firma auf. Jérôme Seydoux übernahm 1990 die Filmfirma Pathé. Sein Bruder Nicolas stieg ab 1975 ins Filmgeschäft ein; er übernahm die Firma Gaumont und machte Daniel Toscan du Plantier zu ihrem neuen Generaldirektor. Die beiden wurden Konkurrenten. 1999 verkaufte Jérôme Teile von Pathé an Vivendi. Über eine Fusion der beiden Firmen der Seydoux Brüder wurde öfter spekuliert. Eine Enkelin von Jérôme Seydoux ist die Schauspielerin Léa Seydoux.

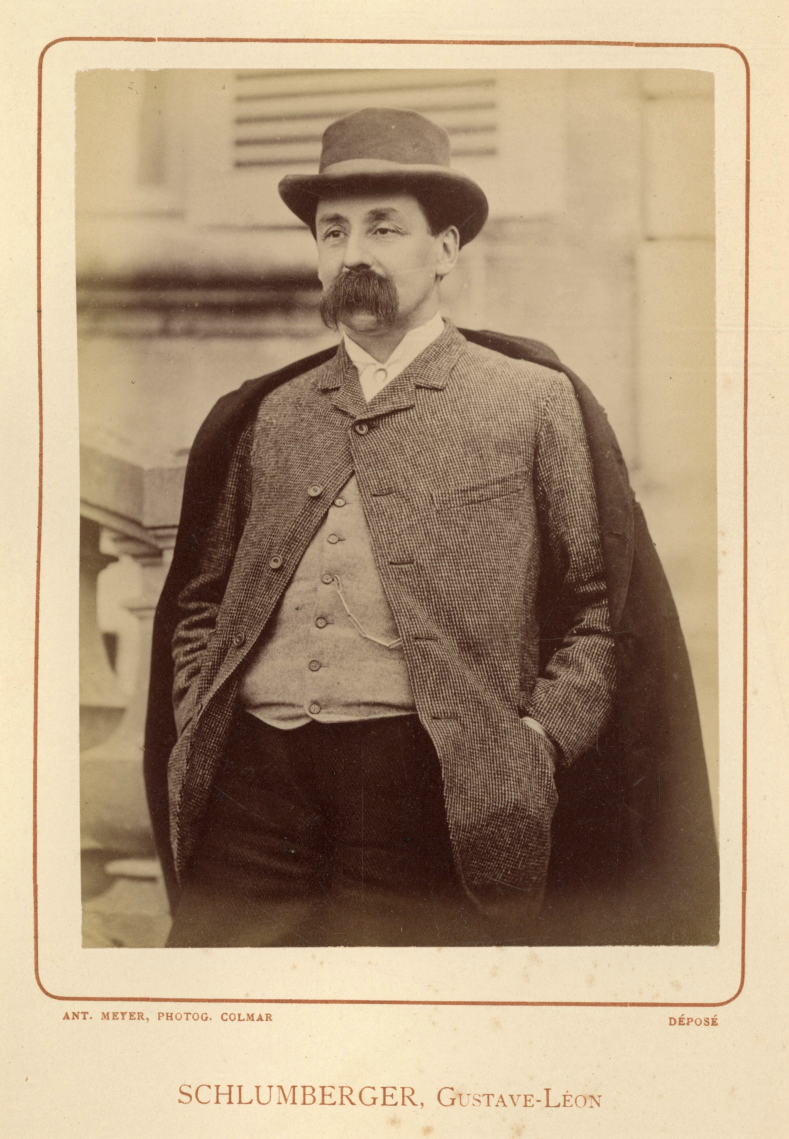
Gustave-Léon Schlumberger – Antoine Meyer, Colmar

Gustave Schlumberger (1844–1929) war Spezialist der byzantinischen Geschichte und Numismatiker, Mitglied der Bayerischen Akademie der Wissenschaften und Präsident der Société des antiquaires de France (Gesellschaft der Antiquare Frankreichs). Camille Gabriel Schlumberger (1864–1958) reüssierte als Kunstmaler.

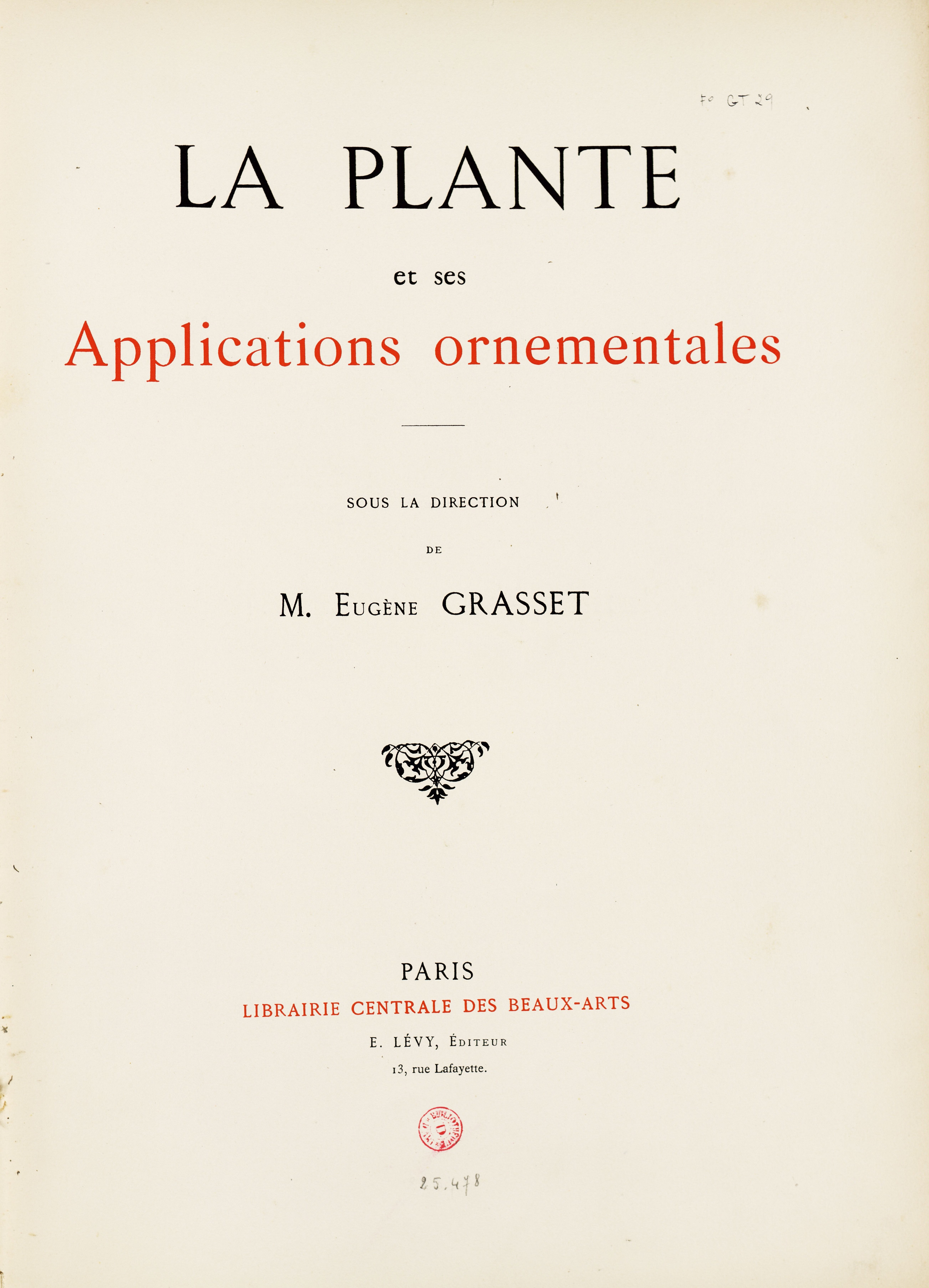
La plante et ses applications ornementales (Paris 1896 ornaments decorative art flowers) – Mit Bildern von Camille Gabriel Schlumberger

Daniel Schlumberger (1904–72) war ein in Afghanistan tätiger Archäologe, sein Bruder Jean (1907–87) war berühmter Schmuckdesigner bei Tiffany & Co.
Von den Söhnen Paul Schlumbergers wurde Jean, der Älteste, moralistischer Romancier und schrieb Werke, die das Schicksal einer Familie oder einer Gruppe wie Saint Saturnin wiedergaben. Zusammen mit André Gide und Gaston Gallimard gründete er 1908 die Nouvelle Revue Française (NRF) und den Verlag Éditions Gallimard.

### Museum und Stiftung

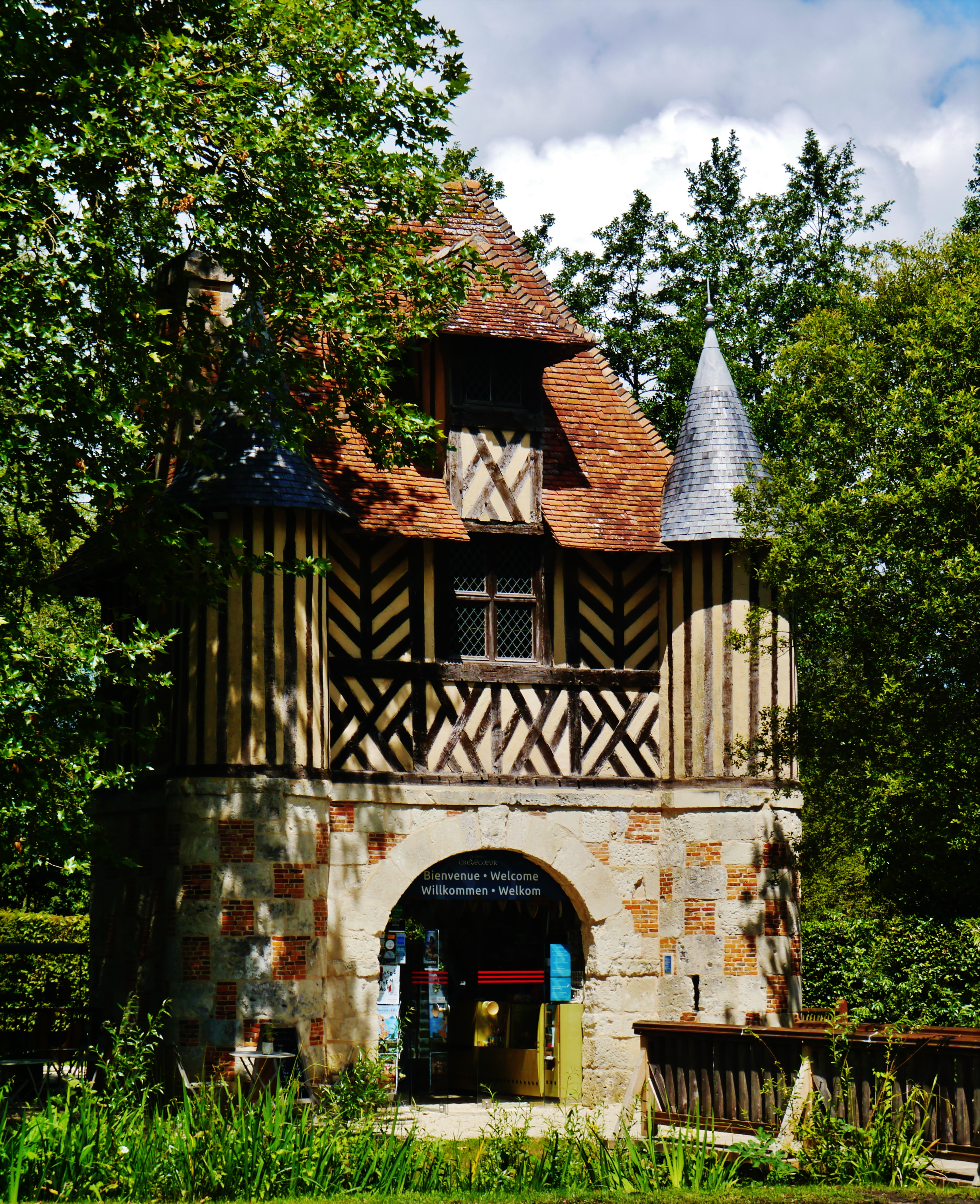
Château de Crèvecœur-en-Auge

In Crèvecœur-en-Auge kaufte die Familie das Schloss Crèvecœur und eröffnete nach Renovierungen ein Museum der Geschichte der Familie. Die Familie von Marguerite de Witt stammt aus Val-Richer, ganz in der Nähe. Seit 2010 wird dort ein Preis für ein Projekt zur Veranschaulichung eines Forschungsproblems sowie den Beginn eines Dialogs mit der Öffentlichkeit vergeben.